# VINGT-CINQ ANS
『VINGT-CINQ ANS』（ヴァンサンカン）は、2016年12月5日に発売の観月ありさの3枚組ベスト・アルバム。

## 概要
歌手デビュー25周年を記念してリリース。自身初の3枚組オールタイム・ベスト。タイトルである “VINGT-CINQ ANS（ヴァンサンカン）” は、フランス語で、“25年” を意味する。
ベスト・アルバムは、2004年に発売した『HISTORY〜ALISA MIZUKI COMPLETE SINGLE COLLECTION〜』以来、12年9ヶ月振り。アルバムとしては、2011年に発売した『SpeciAlisa』からおよそ5年半振り。自身の誕生日である12月5日に発売された。
本作には、デビュー曲『伝説の少女』から2015年に発売された『わたし/Heroines!』までのA面シングルと参加曲を年代順に収録されている。このうち、デビュー曲の『伝説の少女』と『TOO SHY SHY BOY!』は再レコーディングがなされている。また、アルバムとして唯一未収録状態となっていた『ENGAGED』は本作にて初収録となった。前ベストでは、CCCDでの販売となっていたが、本作にてCD-DA化となった。
初回限定盤付属の3枚のDVDのうち、ミュージック・ビデオが2枚に収録され、もう1枚には、2011年6月5日に赤坂BLITZにて開催されたデビュー20周年記念スペシャルライブ「The SpeciAlisa Day」の模様をソフト化したDVDから構成されている。
ジャケットデザインは黒地に歌手デビュー当時の頃の自分（当時14歳）と現在の自分の写真が対称的に配置されている。

## 収録曲

### CD-1
1. 伝説の少女
2. エデンの都市
3. 風の中で
4. TOO SHY SHY BOY!
5. 今年いちばん風の強い午後
6. 君が好きだから
7. happy wake up!
8. あなたの世代へくちづけを
表記されていないが、『ARISA'S FAVORITE 〜T.K.SONGS〜』に収録されていたキーを上げたバージョンで収録。
9. 抱きしめて!
10. Don't be shy
11. 風も空もきっと…
12. PROMISE to PROMISE
13. Forever Love

### CD-2
1. Days
2. Through the Season
3. 朝陽のあたる橋
4. Eternal Message
5. BREAK ALL DAY!
6. 女神の舞
7. ヒトミノチカラ
8. Love Potion
9. Shout It Out
10. ENGAGED
アルバム初収録。
11. 星の果て
12. わたし

### CD-3
1. oh-darling（convertible）
2. VACATION（朝倉いずみ with ナースのお仕事）
3. セ・ラ・ビ (ALISA MIZUKI TO ASIAN 2)
アルバム初収録。
4. もしもピアノが弾けたなら
『VISION FACTORY COMPILATION 〜阿久悠、作家生活40周年記念〜』 収録曲。
5. あなたが笑えば
6thアルバム『SpeciAlisa』収録曲。
6. ALISA IN WONDERLAND
24thシングル『星の果て』カップリング曲及び、6thアルバム『SpeciAlisa』収録曲。
7. 伝説の少女 (2016)
1stシングルの再レコーディング。
8. TOO SHY SHY BOY! (2016)
4thシングルの再レコーディング。

### DVD-1
1. 伝説の少女
2. エデンの都市
3. 風の中で
4. 今年いちばん風の強い午後
5. Happy wake up!
6. あなたの世代へくちづけを
7. 抱きしめて!
8. Don't be shy
9. PROMISE to PROMISE
10. Forever Love

### DVD-2
1. Days
2. Through the Season
3. 朝陽のあたる橋
4. Eternal Message
5. BREAK ALL DAY!
6. 女神の舞
7. ヒトミノチカラ
8. VACATION (朝倉いずみ with ナースのお仕事)
9. Love Potion
10. Shout It Out!
11. ENGAGED
12. 星の果て
13. あなたが笑えば
14. ALISA IN WONDERLAND
15. わたし

### DVD-3
- 観月ありさ「The SpeciAlisa Day」LIVE@赤坂BLITZ 2011年6月5日
  - 2011年6月5日に赤坂BLITZにて開催された20周年記念スペシャルライブの模様を5年ぶりに映像化。なお、ソフト化に至っては、2004年のベスト・クリップ集『HISTORY-ALISA MIZUKI SINGLE CLIP COLLECTION-』（初回盤）内に収録されていた『ALISA MIZUKI premium live in JZ Brat』以来のソフト化となる。

1. TOO SHY SHY BOY!
2. エデンの都市
3. あなたが笑えば
4. ENGAGED
5. 伝説の少女
6. Jewel
7. To Your Heart feat.WISE & Tarantula from スポンテニア
8. Lyra feat.369
9. ALISA IN WONDERLAND
10. Will Love
11. Happy wake up!
12. oh-darling 〜あなたの世代へくちづけを〜 Don't Stop Now (メドレー)
13. PROMISE to PROMISE
14. Days